# Думки (Паскаль)
«Думки́ про релі́гію та і́нші предмети», частіше просто «Думки́» (фр. Pensées sur la religion et sur quelques autres sujets, Pensées) — зібрання ідей французького вченого і філософа Блеза Паскаля, записаних у 1657—1658 роках. Основна спрямованість — апологетика християнства і захист його від критики з боку атеїзму.
«Думки» являють собою різнобічні ідеї, які, вважається, Паскаль планував об'єднати в книгу «Апологія християнської релігії» (Apologie de la religion chrétienne). Уже після смерті філософа в 1662 році виникла скорочена назва «Pensées» («Думки»). Робота була відредагована й опублікована в 1670 році. Уперше перекладена англійською Томасом Шевальє, британським лікарем, що походив із французьких гугенотів.

## Зміст
«Думки» в українській редакції 2009 року містять 27 статей. Перші кілька присвячені величі та слабкості людини: «Вся гідність людини в її думці. Це те, що веде нас до ясного усвідомлення нашого становища у світі». Людина також визначена як «мислячий очерет». Далі Паскаль починає критикувати атеїстів (фр. des Athées). 
Потім викладається знамените «Парі Паскаля»: «Зважимо виграш і втрату від обрання того, що Бог є. Оцінімо такі два випадки: вигравши - виграєте все, програвши - не програєте нічого; тож без вагання ставте на те, що Він є».
Паскаль розмірковує про релігію, протиставляючи язичництво та Християнство. Пізніше він замислюється над первородним гріхом, який задає подвійність людини (невинність і розтлінність). Паскаль пропонує не піднімати і не принижувати розум. Є й статті, присвячені євреям і Старому Заповіту («юдеї розсіялися повсюдно, приречені нести прокляття», пише Паскаль). Також, наявні статті, присвячені Ісусу Христу.
У кінці Паскаль зауважує, що Бог відкривається не в розумі, а в Любові.